# Charly Moussono
Charly Moussono (ur. 15 listopada 1984 w Libreville) – piłkarz gaboński grający na pozycji obrońcy.

## Kariera klubowa
Moussono jest wychowankiem klubu FC Franceville. W jego barwach zadebiutował 2005 roku w pierwszej lidze gabońskiej. W latach 2006–2009 grał w Delta Téléstar Libreville, a w latach 2009-2011 w Missile FC. W sezonie 2010/2011 wywalczył z Missile FC tytuł mistrza Gabonu. Grał również w południowoafrykańskim University of Pretoria FC i AS Stade Mandji.

## Kariera reprezentacyjna
W reprezentacji Gabonu Moussono zadebiutował w 2011 roku. W 2012 roku został powołany do kadry na Puchar Narodów Afryki 2012.